# Musikåret 1984

## Händelser

### Februari
- 19 februari – Brittiska tidningen Observer rapporterar om ett notfynd uppe på vinden hos bonden John McLintock i Ballycarry i Nordirland, som uppges vara Joseph Haydns mässa Missa sunt bonta Mixta malis från 1768, vilken antagits ha gått förlorad efter 1829, då det köptes upp av förlaget Artaria i Wien.[1]
- 25 februari – Herreys låt Diggi-loo diggi-ley vinner den svenska uttagningen till Eurovision Song Contest i Lisebergshallen i Göteborg.[2]

### April
- 9 april – SVT sänder sista Måndagsbörsen.[3]

### Maj
- 5 maj – Herreys låt Diggi-loo diggi-ley vinner Eurovision Song Contest i Luxemburg för Sverige.[4]

### Juni
- 9 juni – Den amerikanske artisten Bob Dylan spelar på Ullevi i Göteborg inför drygt 45 000 åskådare.[5]

### Augusti
- 4 augusti – Stevie Wonder uppträder på Malmö stadion inför cirka 10 000 personer.[1]
- 25 augusti – Hårdrocksfestivalen Monsters of Rock arrangeras för första gången i Sverige, på Råsundastadion i Solna.

### September
- 8 september – Trackslistan  med Kaj Kindvall sänds för första gången i Sveriges Radio.

### Oktober
- 27 oktober – Orkesterversionen av Benny Anderssons och Björn Ulvaeus musikal "Chess" har premiär i London med Tommy Körberg i den manliga huvudrollen[6] och samlar utrikesministrar från 35 stater.[7]

### November
- 17 november – Anneli Alhanko blir första svenska dansare på Bolsjojteatern, då hon spelar baletten Giselle.[1]
- 22 november – La Cathedrale, en violin tillverkad av violinbyggaren Antonio Stradivarius 1707, säljs på Sotheby's.[1]
- 25 november – Helsingborgs kammarkör ger sin första konsert.[8]
- 30 november – 38-årige Björn W. Stålne utses till ny chef för musikredaktionen på Sveriges Radio.[1]

### December
- 9 december – En tidigare okänd symfoni av Wolfgang Amadeus Mozart, som påträffades under tidigt 1982 i Odense konserthus, spelas för första gången i Odense.[1]
- 19 december – Vid Yaleuniversitetets bibliotek hittas manuskript till 33 tidigare opublicerade orgelkoraler av professor Christoph Wolff.[1]
- 31 december – Def Leppards trummis Rick Allen voltar med sin bil och mister vänstra armen.

### Okänt datum
- Rockbandet Foghat upplöses.
- Skivbolaget Earthshaker Records grundas.

## Priser och utmärkelser
- Atterbergpriset – Hans Eklund
- Birgit Nilsson-stipendiet – Monica Persson
- Hugo Alfvénpriset – Edith Westergaard
- Jan Johansson-stipendiet – Bertil Lövgren
- Jenny Lind-stipendiet – Elisabeth Berg
- Jussi Björlingstipendiet – Margareta Jonth
- Medaljen för tonkonstens främjande – Gotthard Arnér, Sven-Erik Bäck och Bror Samuelson
- Nordiska rådets musikpris – De ur alla minnen fallna, requiem av Sven-David Sandström, Sverige
- Norrbymedaljen – Anders Eby
- Rosenbergpriset – Lars-Gunnar Bodin
- Spelmannen – Monica och Carl-Axel Dominique
- Svenska Dagbladets operapris – MariAnne Häggander
- Ulla Billquist-stipendiet – Inga Lill Johansson

## Årets album
Vänligen sortera soloartister på efternamn, musikgrupper på förstabokstaven (utan engelskans "The" och "A")

### A – G
. Alarm - Declaration  
- Bryan Adams – Reckless
- Anthrax – Fistful of Metal (debut)
- Alcatrazz – No Parole from Rock'n'roll
- Alphaville – Forever Young
- Svend Asmussen – Svend Asmussen at Slukafter
- Aztec Camera – Knife
- Bad Religion – Back to the Known (EP)
- Bananarama – Bananarama
- The Bar-Kays – Dangerous
- Big Country – Steeltown
- Bobbysocks – Bobbysocks [9]
- Bon Jovi – Bon Jovi
- David Bowie – Tonight
- Cameo – She's Strange
- The Cars – Heartbeat City
- Leonard Cohen – Various Positions
- Elvis Costello – Goodbye Cruel World
- Kikki Danielsson – Kikkis 15 bästa låtar
- Kikki Danielsson – Midnight Sunshine
- Deep Purple – Perfect Strangers
- Def Leppard – First Strike
- Def Leppard – Pyromania
- Depeche Mode – Some Great Reward
- Dire Straits – Alchemy: Dire Straits Live
- Duran Duran – Arena
- Bob Dylan – Real Live
- Sheila E. – Sheila E.
- Echo & the Bunnymen – Ocean Rain
- Europe – Wings of Tomorrow
- Eurythmics – 1984 (For the Love of Big Brother)
- Everything but the Girl – Eden (debut)
- Frankie Goes to Hollywood – Welcome to the Pleasuredome
- Glenn Frey – The Allnighter
- Front 242 – No Comment
- Art Garfunkel – The Art Garfunkel Album
- The Gun Club – Sex Beat '81

### H – R
- Hansson de Wolfe United – Container
- Heaven 17 – How Men Are
- Don Henley – Building the Perfect Beast
- The Human League – Hysteria
- Hüsker Dü – Zen Arcade
- Imperiet – Imperiet
- Iron Maiden – Powerslave
- Janet Jackson – Dream Street
- Keith Jarrett – Changes
- Anders Jormin – Nordic Light
- Björn J:son Lindh och Staffan Scheja - Europa
- Judas Priest – Defenders of the Faith
- Kasif – Send Me Your Love
- Chaka Khan – I Feel for You
- Kiss – Animalize
- KMFDM – Opium
- Cyndi Lauper – She's So Unusual
- John Lennon & Yoko Ono – Milk & Honey
- Lloyd Cole and the Commotions – Rattlesnakes (debut)
- Lill Lindfors – Jag vill nå dig
- Lustans Lakejer – Lustavision
- Frida Lyngstad – Shine
- Madonna – Like A Virgin
- Paul McCartney – Give My Regards to Broad Street
- Yngwie Malmsteen – Rising Force
- Bob Marley & The Wailers – Legend
- Meat Loaf – Bad Attitude
- Metallica – Ride the Lightning
- Pat Metheny Group – First Circle
- Midnight Oil – Red Sails in the Sunset
- Mockba Music – Mockba Music
- Nick Cave & The Bad Seeds – From Her to Eternity (debut)
- Gary Numan – Berserker
- Orchestral Manoeuvres in the Dark – Junk Culture
- Dolly Parton – The Great Pretender
- Dolly Parton – Rinestone
- Tom Paxton – The Marvelous Toy and Other Gallimaufry
- Prince – Purple Rain
- The Ramones – Too Tough to Die
- Red Hot Chili Peppers – Red Hot Chili Peppers
- Lou Reed – New Sensations
- R.E.M. – Reckoning
- Roosarna – Jag tror att jag är fast för dej
- Rush – Grace Under Pressure

### S – Ö
- Sade – Diamond Life (debutalbum)
- Scorpions – Love At First Sting
- Neil Sedaka – Come See About Me
- Simple Minds – Sparkle in the Rain
- Skinny Puppy – Remission
- The Smiths – The Smiths
- Soundtrack – Against All Odds
- Soundtrack – Beverly Hills Cop
- Soundtrack – The Big Chill
- Soundtrack – Breakin'
- Soundtrack – Ghost Busters
- Soundtrack – Never Ending Story
- Soundtrack – Street of Fire
- Spandau Ballet – Parade
- Spinal Tap – This is Spinal Tap
- Bruce Springsteen – Born in the USA
- Steeler – Steeler
- Stephen Stills – Right By You
- Ted Ström – Ge mig mer
- The Style Council – Café Bleu
- David Sylvian – Brilliant Trees
- The The – Soul Mining
- Thompson Twins – Into the Gap
- The Time – Icecream Castle
- Toto – Isolation
- Tina Turner – Private Dancer
- Monica Törnell – Fri
- Monica Törnell – Mica
- Ultravox – Lament
- U2 – The Unforgettable Fire
- Van Halen – 1984
- Anna Vissi – Na 'xes Kardia
- W.A.S.P. – W.A.S.P. (debut)
- Wham! – Make It Big
- Kim Wilde – Teases & Dares
- Whitesnake – Slide It In
- The Who – Who's Last
- Bobby Womack – The Poet II
- XTC – The Big Express
- Frank Zappa – Baby Snakes
- Frank Zappa – Them or Us
- Zebra – No Tellin' Lies
- Monica Zetterlund – For Lester and Billie

## Årets singlar och hitlåtar
Vänligen sortera soloartister på efternamn, musikgrupper på förstabokstaven (utan engelskans "The" och "A")
- Adolphson & Falk – Mer jul
- Susanne Alfvengren – När vi rör varann (Sometimes When We Touch)
- Alphaville – Big in Japan
- Alphaville – Sounds Like a Melody
- Alphaville – Forever Young
- The Bar-Kays – Freak Show on the Dancefloor
- Band Aid – Do They Know It's Christmas?
- Laura Branigan – Self Control
- John Cafferty & the Beaver Brown Band – On the Darkside
- John Cafferty & the Beaver Brown Band – Tender Years
- Cameo – She's Strange
- Irene Cara – Breakdance
- The Cars – Drive
- Phil Collins – Against All Odds
- China Crisis – Wishful Thinking
- Culture Club – Karma Cameleon
- Culture Club – War Song
- Curtie and the Boombox – Let's Talk it over in the Ladies Room [10]
- Kikki Danielsson – Gubben i lådan [11]
- Depeche Mode – Master and Servant
- Depeche Mode – People Are People
- Duran Duran – The Reflex
- Duran Duran – The Wild Boys
- Eurythmics – Here Comes the Rain Again
- Eurythmics – Sexcrime (Nineteen Eighty-Four)
- Foreigner – I Want to Know What Love Is
- Marie Fredriksson – Ännu doftar kärlek
- Carola Häggkvist – Tommy tycker om mej
- Def Leppard – Rock of Ages
- Sheila E. – The Glamorous Life
- Fiction Factory – (Feels Like) Heaven
- Göran Folkestad och Lotta Pedersen – Sankta Cecilia
- Frankie Goes to Hollywood – Relax
- Frankie Goes to Hollywood – Two Tribes
- Frankie Goes to Hollywood – The Power of Love
- Genesis – Home By the Sea
- Genesis – Illegal Alien
- Dan Hartman – I Can Dream about You
- Herreys – Diggi-loo diggi-ley
- Herreys – Sommarparty
- Honey Drippers – Sea of Love
- Huey Lewis and the News – If This Is It
- The Jesus and Mary Chain – Upside Down
- Howard Jones – Like to get to know you well
- Chaka Khan – I Feel for You
- Julian Lennon – Valotte
- Paul McCartney – No More Lonely Nights
- Madonna – Border Line
- Madonna – Lucky Star
- Madonna – Like a Virgin
- Midnight Star – Operator
- Ollie & Jelly – Breakin'
- One Way – Mr. Groove'
- Ray Parker Jr. – Ghostbusters
- Dolly Parton – Downtown
- Dolly Parton – Tennessee Homesick Blues
- Dolly Parton – Winter Wonderland
- OMD – Locomotion
- OMD – Talking Loud and Clear
- OMD – Tesla Girls
- Pet Shop Boys – West End Girls (First release)
- Prince – Purple Rain
- Prince – When Doves Cry
- Queen – Radio Ga Ga
- Romantics – Talking in Your Sleep
- Rush – Early Distant Warning
- Sade – Smooth Operator
- Sade – Your Love Is King
- Simple Minds – Speed Your Love to Me
- Simple Minds – Up on the Catwalk
- SOS Band – Just the Way I Like It
- Spandau Ballet – I'll Fly For You
- Spandau Ballet – Only When You Leave
- Bruce Springsteen – Born in the USA
- Bruce Springsteen – Dancing in the Dark
- Tears for Fears – Mothers Talk
- Tears for Fears – Shout
- Thompson Twins – Doctor! Doctor!
- Thompson Twins – Lay Your Hands on Me
- Thompson Twins – Sister of Mercy
- Thompson Twins – You Take Me Up
- Tina Turner – What's Love Got To Do With It?
- Twisted Sister – We're Not Gonna Take It
- Monica Törnell – Vintersaga
- Bonnie Tyler – Hero
- Ultravox – Dancing with Tears in My Eyes
- Ultravox – One Small Day
- U2 – Pride (In the Name of Love)
- Van Halen – Jump
- The Violent Femmes – Gone Daddy Gone
- Wham! – Wake Me Up Before You Go-Go
- Wham! – Careless Whisper
- Wham! – Last Christmas
- Kim Wilde – The Second Time
- Stevie Wonder – I Just Called to Say I Love You

## Sverigetopplistan1984
| Datum                   | Låttitel                        | Artist/grupp                     | Bakgrund           |
| ----------------------- | ------------------------------- | -------------------------------- | ------------------ |
| 10 januari 1984 (2v)    | Say, Say, Say                   | Paul McCartney & Michael Jackson | Storbritannien USA |
| 24 januari 1984 (6v)    | My Oh My                        | Slade                            | Storbritannien     |
| 6 mars 1984 (4v)        | Radio Ga Ga                     | Queen                            | Storbritannien     |
| 3 april 1984 (6v)       | 99 Luftballons                  | Nena                             | Tyskland           |
| 15 maj 1984 (2v)        | Street Dance                    | Break Machine                    | USA                |
| 29 maj 1984 (6v)        | Big in Japan                    | Alphaville                       | Tyskland           |
| 3 augusti 1984 (2v)     | Self Control                    | Laura Branigan                   | USA                |
| 17 augusti 1984 (2v)    | Wake Me Up Before You Go-Go     | Wham!                            | Storbritannien     |
| 31 augusti 1984 (2v)    | Sounds Like A Melody            | Alphaville                       | Tyskland           |
| 14 september 1984 (10v) | I Just Called to Say I Love You | Stevie Wonder                    | USA                |
| 23 november 1984 (4v)   | The Never Ending Story          | Limahl                           | Storbritannien     |
| 21 december 1984 (2v)   | Forever Young                   | Alphaville                       | Tyskland           |

## Födda
- 10 april – Mandy Moore, amerikansk sångare.
- 21 augusti – Alizée, fransk sångare.
- 12 september – Olle Grundell, svensk sångare.
- 16 september – Katie Melua, georgisk/brittisk musiker.
- 27 september – Avril Lavigne, kanadensisk sångare.
- 3 oktober – Ashlee Simpson, amerikansk sångare och skådespelare.
- 4 oktober – Lena Katina, rysk sångare, medlem i Tatu
- 27 oktober – Kelly Osbourne, amerikansk sångare och skådespelare.
- 27 november – Sanna Nielsen, svensk sångare.
- 22 december - Basshunter, svensk sångare, musikproducent och DJ.

## Avlidna
- 10 januari – Thore Jederby, 70, svensk jazzmusiker.[1]
- 10 februari – Agda Helin, 89, svensk skådespelare och sångare.
- 5 mars – Tito Gobbi, 70, italiensk operasångare.[1]
- 1 april – Marvin Gaye, 44, amerikansk blues- och R&B-sångare (mord).
- 4 april – Gösta Kjellertz, 72, svensk operasångare.[1]
- 11 april – Fritz Rotter, 84, österrikisk sångtextförfattare, manusförfattare och kompositör.
- 15 april – Machito eg. Frank Grillo, 72, kubansk sångare.
- 26 april – Count Basie, 79, amerikansk jazzmusiker.[1]
- 11 juni – Sigge Fürst, 78, svensk skådespelare, sångare och underhållare.
- 23 juni – Rolf Jupither, 51, svensk operasångare (baryton).
- 25 augusti – Anders Uddberg, 24, svensk popmusiker, klaviaturspelare i gruppen Freestyle.
- 22 september – Eric Öst, 78, svensk riksspelman.[1]
- 22 oktober – Erik Bergman, 57, svensk kompositör och textförfattare.
- 17 oktober – Alberta Hunter, 89, amerikansk jazzmusiker, pianist och bluessångare.[1]
- 26 december – Gösta Jonsson, 79, svensk musiker, kapellmästare, sångare och skådespelare.

### Fotnoter
1. 1 2 3 4 5 6 7 8 9 10 11 12 13   Horisont 1984. Bertmarks
2. ↑  Poplight – Melodifestivalen Arkiverad 19 januari 2013 hämtat från the Wayback Machine..
3. ↑  ”Svensk mediedatabas”. http://smdb.kb.se/catalog/search?q=M%C3%A5ndagsb%C3%B6rsen+typ%3Atv&sort=OLDEST. Läst 31 mars 2011.
4. ↑  Poplight – Eurovision Song Contest Arkiverad 19 januari 2013 hämtat från the Wayback Machine..
5. ↑  Horisont 1984, Bertmarks förlag, sidan 134 – Dylan på Ullevi
6. ↑  Hundra år i Sverige – 1984, Hans Dahlberg, Albert Bonniers, 1999
7. ↑  Sverige 1900-talet – 1984, NE, Bra Böcker, 2000
8. ↑  ”Helsingborgs kammarkör”. Arkiverad från originalet den 22 augusti 2010. https://web.archive.org/web/20100822232342/http://www.helsingborgskammarkor.se/history.php. Läst 15 april 2011.
9. ↑  Elisabeth Andreassen fansite – Skivhistorik
10. ↑  ”Discogs”. http://www.discogs.com/Curtie-And-The-Boombox-Lets-Talk-It-Over-In-The-Ladies-Room/master/168564. Läst 21 april 2011.
11. ↑  Kikkis största hits Arkiverad 18 mars 2012 hämtat från the Wayback Machine.